# Kiczora Wyżnia
Kiczora Wyżnia – położona na wysokości około 930–1010 m polana w obrębie miejscowości Jurgów w województwie małopolskim, w powiecie tatrzańskim, w gminie Bukowina Tatrzańska. Znajduje się na wschodnich stokach Brzegowskiego Działu, będącego jednym z dwóch grzbietów Pogórza Bukowińskiego. Grzbietem tym biegnie szosa z Bukowiny Tatrzańskiej do Morskiego Oka. W górnej części polany stoją pojedyncze szałasy. Poniżej polany, za wąskim pasem lasu znajduje się druga polana – Kiczora Niżnia. 
Mimo że polany znajdują się na Pogórzu Bukowińskim, włączone zostały w obszar Tatrzańskiego Parku Narodowego.